# Emppu Vuorinen
Erno "Emppu" Matti Juhani Vuorinen (Kitee (Finland), 24 juni 1978) is de leadgitarist van de symfonische metal band Nightwish. Hij begon op zijn twaalfde met privé-gitaarles en heeft vanaf die tijd in verscheidene bands gespeeld, waaronder Brother Firetribe, Barilari, Almah, Altaria, en Nightwish. Van laatsgenoemde is hij een van de oprichters. Ook heeft hij samen met Tuomas Holopainen van Nightwish gewerkt aan een aantal nummers, waaronder Slaying the Dreamer en The Siren. Stilistisch varieert de muziek van Vuorinen van de metal van Nightwish tot de AOR van Brother Firetribe. Vuorinen staat ook bekend om zijn enigszins kleine statuur; hij is ongeveer 1,65 m lang. 
Na een grote tour hield Nightwish een pauze van een jaar lang. In deze pauze componeerde Vuorinen tv-muziek, waaronder de titelsong van de Finse MTV3. Ook speelde hij verder in de band Altaria, alvorens verder te gaan bij Nightwish voor het album Once in 2004. 
- International Standard Name Identifier: 0000 0003 7190 2303
- MusicBrainz: bbb36859-0d26-4d55-8e4d-423ba075cd00
- Nationale Bibliotheek van Tsjechië: xx0095336
- Virtual International Authority File: 326149294312480521767